# Бобровиця
Бобро́виця (МФА: [bɔˈbrɔʋet͡sʲɐ] ( прослухати)) — місто в Україні, центр Бобровицької міської громади Ніжинського району Чернігівської області, на березі річки Бистриці.

## Історія

### Передісторія
Про походження назви міста Бобровиця достовірних даних нема. Є лише здогадки, що поселення могло отримати назву від бобрових промислів у водоймах річок Бистриці, Трубежу та Остра. Річка  до середини XIX століття мала назву Бобровиця.Трубеж
Про стародавнє походження Бобровиці свідчать залишки руського городища (XI—XIII століття) в межах центральної частини сучасного міста. У Повчанні Мономаха повідомляється: «А потім ходили ми, в тім же році(1078), з отцем і з Ізяславом Ярославичем до Чернігова битися з Борисом Вячеславичем, і побідили ми Бориса і Олега Святославича. І знову пішли ми до Переяславля і стали в городі Оброві». Бобровицьке городище — приблизно середина шляху між Черніговом і Переяславом. Отже, цілком може бути згаданим Мономахом Обровом. Обидва топоніми — Обров і Бобровиця очевидно змістовно споріднені і мають спільний корінь «обров».
Імовірною непрямою першою письмовою згадка про Бобровицю є одне із прізвищ, записане в Реєстр козаків низових запорізьких річкових, які ходили на військову службу з його милістю королем до Москви 1581 року. В Реєстрі під командуванням 29-го отамана Юхима Сизака значиться козак Акула Бобров'янин (прізвище якого може бути катойконімом від назви «Бобровиця» або «[Б]обров»).

### Заснування. У складі Речі Посполитої
Наприкінці XVI століття на городищі Волинь в Остерському старостві осадчий Іван Коловицький «осадив» містечко Михайлів. Згідно з фундаційним привілеєм від 10 липня 1597 року містечко мало отримати щопонеділковий торг.
Після смерті осадчого у 1602 році містечко було «переосаджене» — вже як Бобровиця. Пожиттєве право на нього отримав остерський староста Михайло Ратомський. Королівський привілей Ратомському, виданий 12 вересня 1602 року, застерігав, що якби ця осада не мала міського права, то староста мав би перенести її на інше місце і встановити торги. Адміністративно Бобровиця належала до Остерського староства Київського воєводства Речі Посполитої.
Стосунки старости з мешканцями Бобровиці, так само як і Остра, складалися не найліпше. Михайло Ратомський був прихильником збереження традиційного для Великого князівства Литовського суворого підпорядкування міщан старостам. Ситуація змінилася після призначення на посаду остерського старости королівського секретаря Єремії Залеського (пол. Heremiasz Zaleski). 26 березня 1627 року з його ініціативи Бобровиця отримала привілей на ярмарки та торги. Цей документ установлював щотижневий торг і два ярмарки, які мали проходити на православні свята — святого Прокопа і святого Михайла. Місцеві міщани отримали ті ж права на шинкування, що й остерські.
Згідно з люстрацією 1618 року Бобровиця мала 107 осель. 1631 року остерський староста Залеський брав із 16 осілих «димів» по 3 злотих, із 6 «городників» — по 1,5.

### Доба Гетьманщини
З 1654 року Бобровиця була сотенним містечком Київського полку, сотник Іван Міщенко (1649). У тому ж році в складі Українського гетьманату (Гетьманщини) бере участь у підписанні «мартівських статей» з Московією. Бобровицька сотня була в складі Київського полку. Тоді ж військовий писар Іван Виговський одержав царську грамоту в т. ч. на містечко Бобровицю. 1664 року коронні війська разом з кримськими татарами зруйнували і спалили містечко.
У переписній книзі Малоросійського приказу (1666) згадується город Бобровица на річці Бобровиці. У ньому було 155 дворів (160 дорослих чоловіків). У господарствах загалом було 92 воли та 44 коня. Бобровицькі міщани мали на річці 3 млини, торгових міщан не було. У книзі перераховано всіх чоловіків поіменно. 2 з 3 власників млинів мали прізвище Лукашенко. Можливо, звідси пішла назва села (зараз — частини Бобровиці) Лукашівка.
Станом на 1756 рік у містечку проводився щорічний ярмарок 8 липня, торги відбувалися по понеділках і п'ятницях.
У XVIII столітті в Бобровиці діяла козацька школа.

### Імперський період
Від 1782 року містечко стає волосним центром Козелецького повіту. У 1781 році в містечку було 545 хат. У 1787 році тут жив 1531 дорослий чоловік. Мешканці — різного звання казенні люди, козаки та власників (полковниці Забілиної та надвірного радника Семена Катеринича).
У 1807 році Віктор Кочубей побудував бобровицький цукровий завод, а в 1854 році робітники заводу виступили проти важких умов праці та спалили його.
На захід від міста по берегах Бистриці було село Лукашівка, яке поступово злилося з Бобровицею. У 1859 році в ньому мешкало 300 осіб, а в самій Бобровиці — 2904 на 600 дворів (1386 чоловіків та 1518 жінок). У містечку мешкали козаки, а також казенні та власницькі селяни.
У 1860 році при Михайлівській церкві було відкрито церковно-приходську школу. Учителем був священик, якому окремої платні за викладання вчителю не надавалося. У 1866 році у школі навчалися 23 хлопці та 3 дівчат віком 7-13 років.
У 1868 році біля Бобровиці відкрито залізничну станцію (єдину товарну в Козелецькому повіті), що зумовило швидкий розвиток містечка.

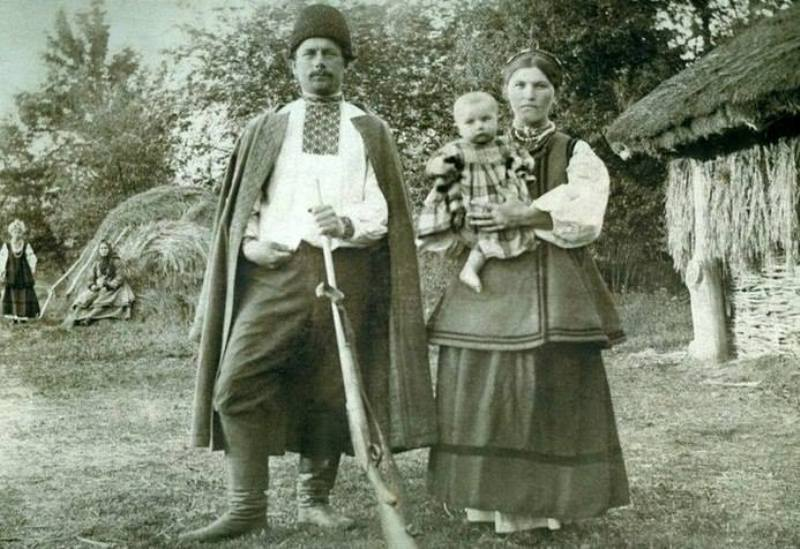
Молоде подружжя, Бобровиця (1916 рік)

1890 рік — відкриття земської лікарні. У цей же період (кін. XIX — поч. ХХ ст.ст.) діяли три початкові школи (роки відкриття — 1863, 1896, 1910 роки), двокласне училище (1902 рік), сільськогосподарське училище молодших агротехніків (1891 рік), безкоштовна народна бібліотека (1897 рік), лікарня (1915 рік). У 1799 році побудована дерев'яна Михайлівська церква, яка перебудована в 1831 році, Успенська церква збудована у 1893 році.
У 1894 році Козелецьке земство вирішило замостити бруківкою шлях від переїзду біля станції до повороту на Озеряни. Половина грошей надійшла від Міністерства шляхів сполучення, іще дві чверті — від Чернігівського губернського та Козелецького повітового земств.
У 1900 році розпочав роботу Бобровицький буряково-цукровий завод, власником якого був Петро Петрович Катеринич.
23 жовтня 1905 року в Бобровиці відбулися антиєврейські заворушення, що супроводжувалися розгромом лавок місцевих євреїв.
У 1907 році землевпорядною комісією почато ліквідацію маєтку Кочубея (понад 2000 десятин).

### Радянські часи
У 1919 році бобровицькі євреї зазнали жорстоких погромів від Добровольчої армії (денікінців).
У листопаді 1920 року Бобровиця стала центром Бобровицького повіту. Від 1923 року (вже за СРСР) — селище міського типу, центр Бобровицького району Ніжинської округи. У 1920 році діяв сільсько-господарський технікум, відкрито сиротинець.
У 1923 році в Бобровиці були цукровий завод, паровий млин з маслозаводом, 2 школи, 2 лікнепи, 2 бібліотеки, клуб, сільбуд (селянський будинок), телефон та поштово-телеграфна контора. Населення Бобровиці налічувало 6119 осіб на 1135 господарств. Також до Бобровицької ради належали станція Бобровицька (135 осіб), село Лукашівка (1001) хутори Петровський (309) та Пшеничний (135), а також 4 залізничні будки (28).
У 1927 році почали діяти цегельний завод та олійниця, згодом — промкомбінат (1937 рік).
Під час організованого радянською владою Голодомору 1932—1933 років померло щонайменше 23 жителі міста.
Під час Другої Світової Війни було створено партизанську групу Бобровицького району, яка 1943 року ввійшла до складу партизанського загону «За Батьківщину!». Радянські війська зайняли місто 18 вересня 1943 року.
З 1958 року Бобровиця є містом та райцентром.

## Населення
Населення — переважно українці (92 %, 2001)

### Чисельність населення
- 2,9 тис. (1859)[15]
- 5,1 тис. (1897)[26], православних — 4,4 тис., юдеїв — 0,7 тис.
- 7,0 тис. (1926)[27]
- 9,383 тис. (1959)
- 12,796 тис. (1989)
- 11,9 тис. (2005)
- 11,0 тис. (2019)
- 10,5 тис. (2022)

### Національний склад
Розподіл населення за національністю за даними перепису 2001 року:
| Національність  | Відсоток |
| --------------- | -------- |
| українці        | 96.84%   |
| росіяни         | 2.29%    |
| білоруси        | 0.35%    |
| вірмени         | 0.20%    |
| інші/не вказали | 0.32%    |

### Мова
Розподіл населення за рідною мовою за даними перепису 2001 року:
| Мова            | Кількість | Відсоток |
| --------------- | --------- | -------- |
| українська      | 11382     | 97.21%   |
| російська       | 270       | 2.31%    |
| білоруська      | 27        | 0.23%    |
| вірменська      | 13        | 0.11%    |
| румунська       | 3         | 0.03%    |
| болгарська      | 3         | 0.03%    |
| інші/не вказали | 10        | 0.08%    |
| Усього          | 11708     | 100%     |

## Культура
У місті є Бобровицький районний історико-краєзнавчий музей, будинок культури, кінотеатр «Прогрес», салон краси, міський парк, обеліск слави.

## Пам'ятки і пам'ятники

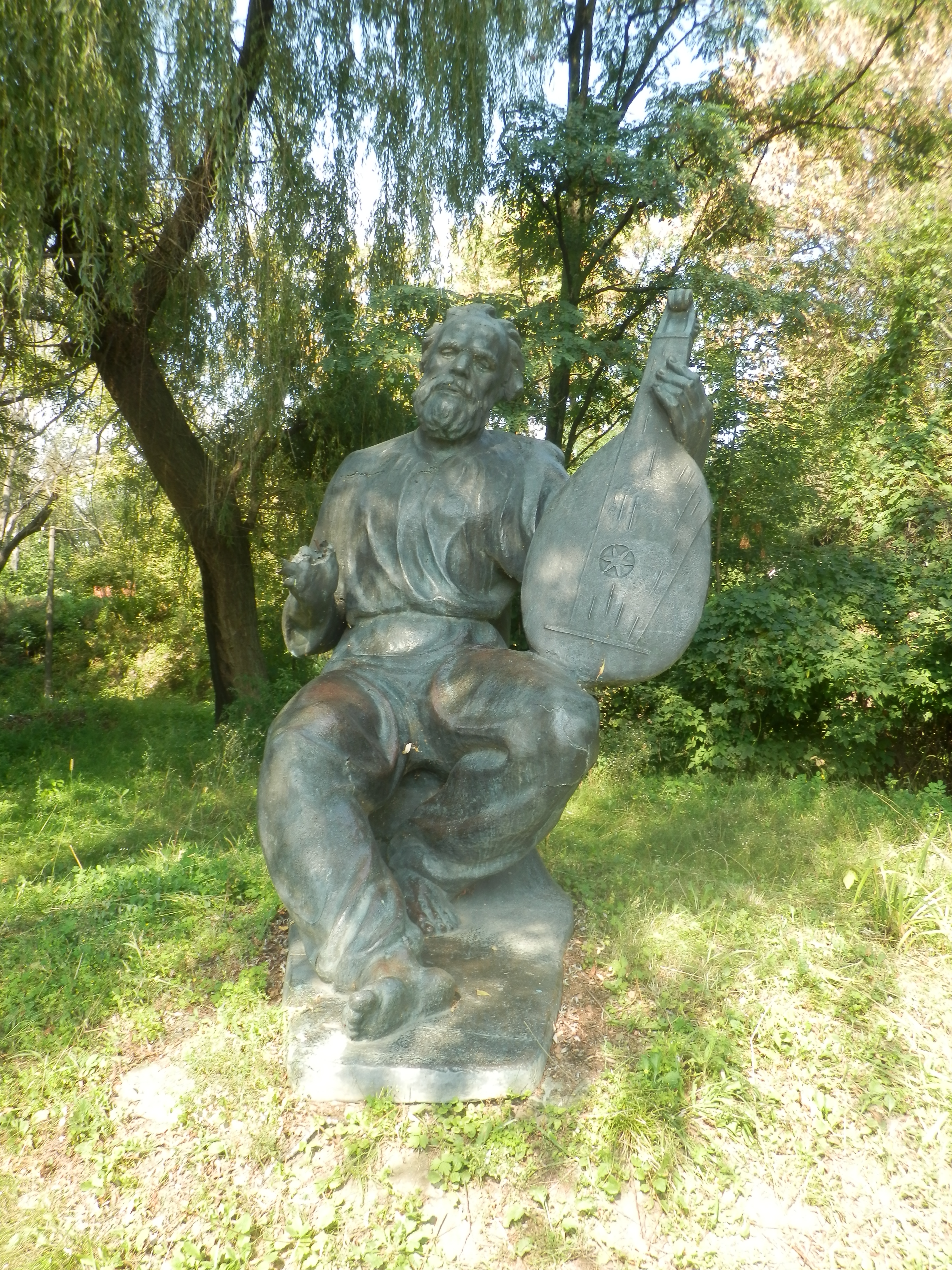
Пам'ятник О. М. Вересаю (1803—1890 рр.) — українському кобзарю, центр, вул. Франка, 3
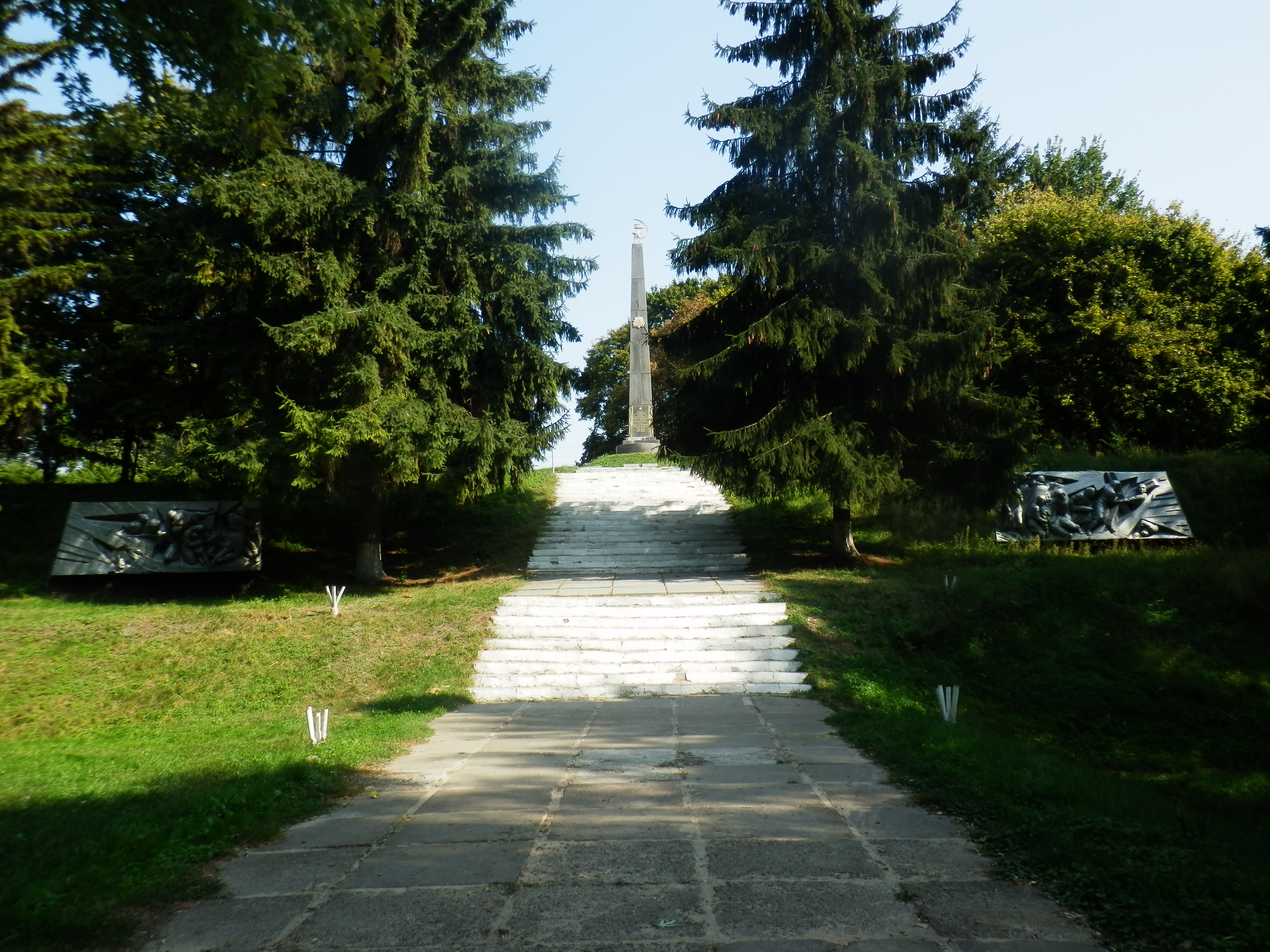
Меморіальний комплекс «Пагорб слави»
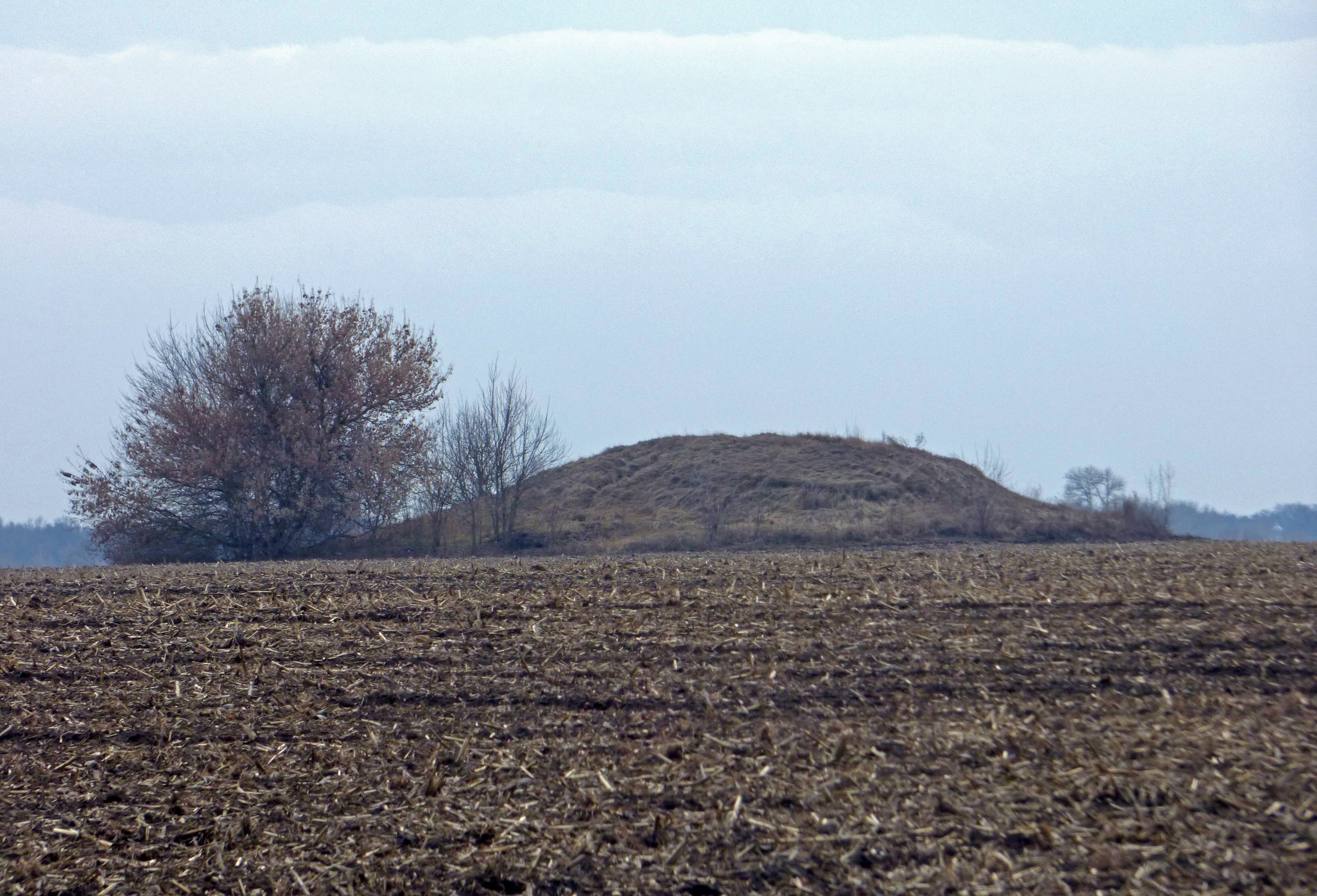
Курган «Гостра Могила»
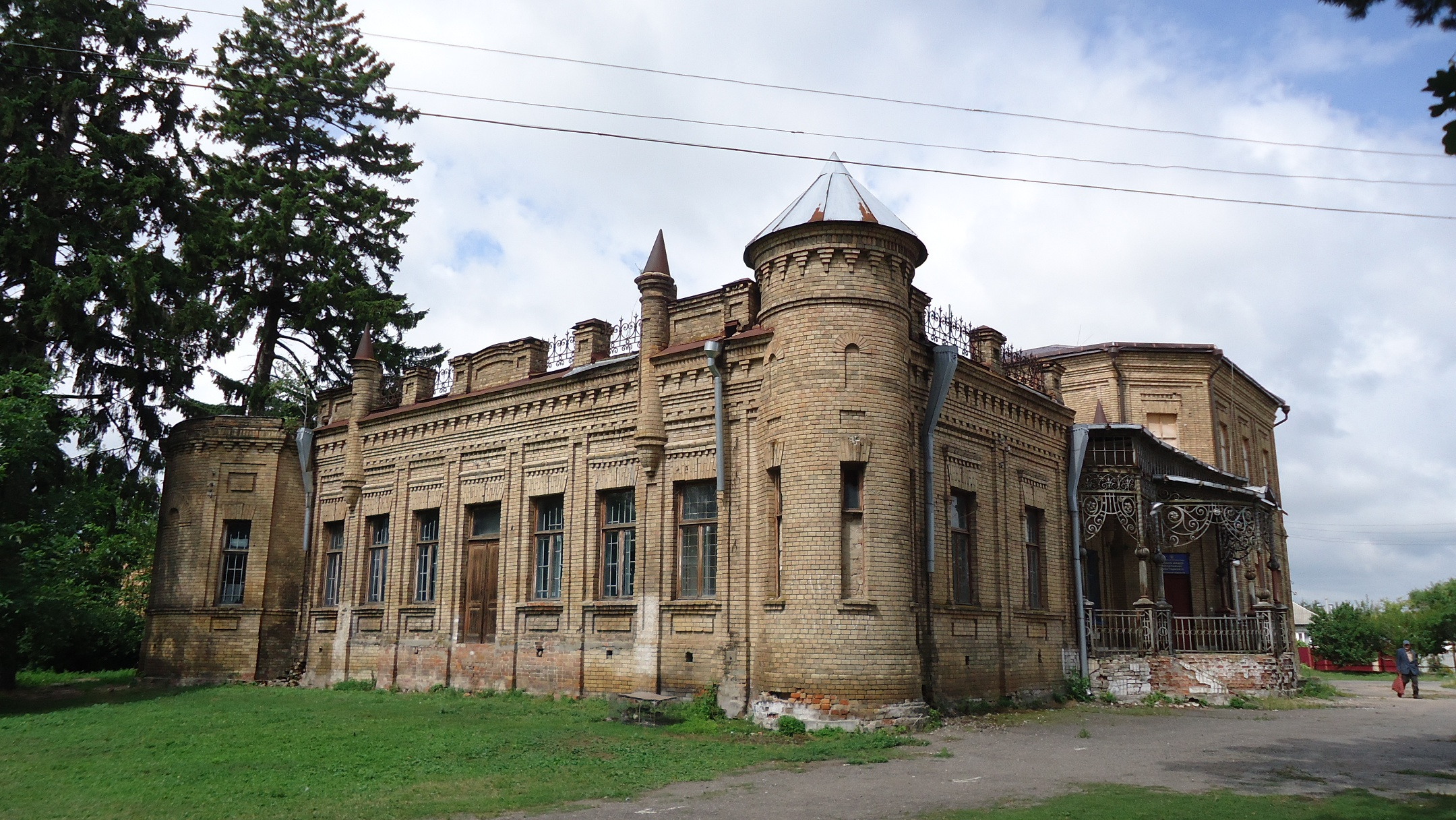
Садибний будинок Катериничів у Бобровиці
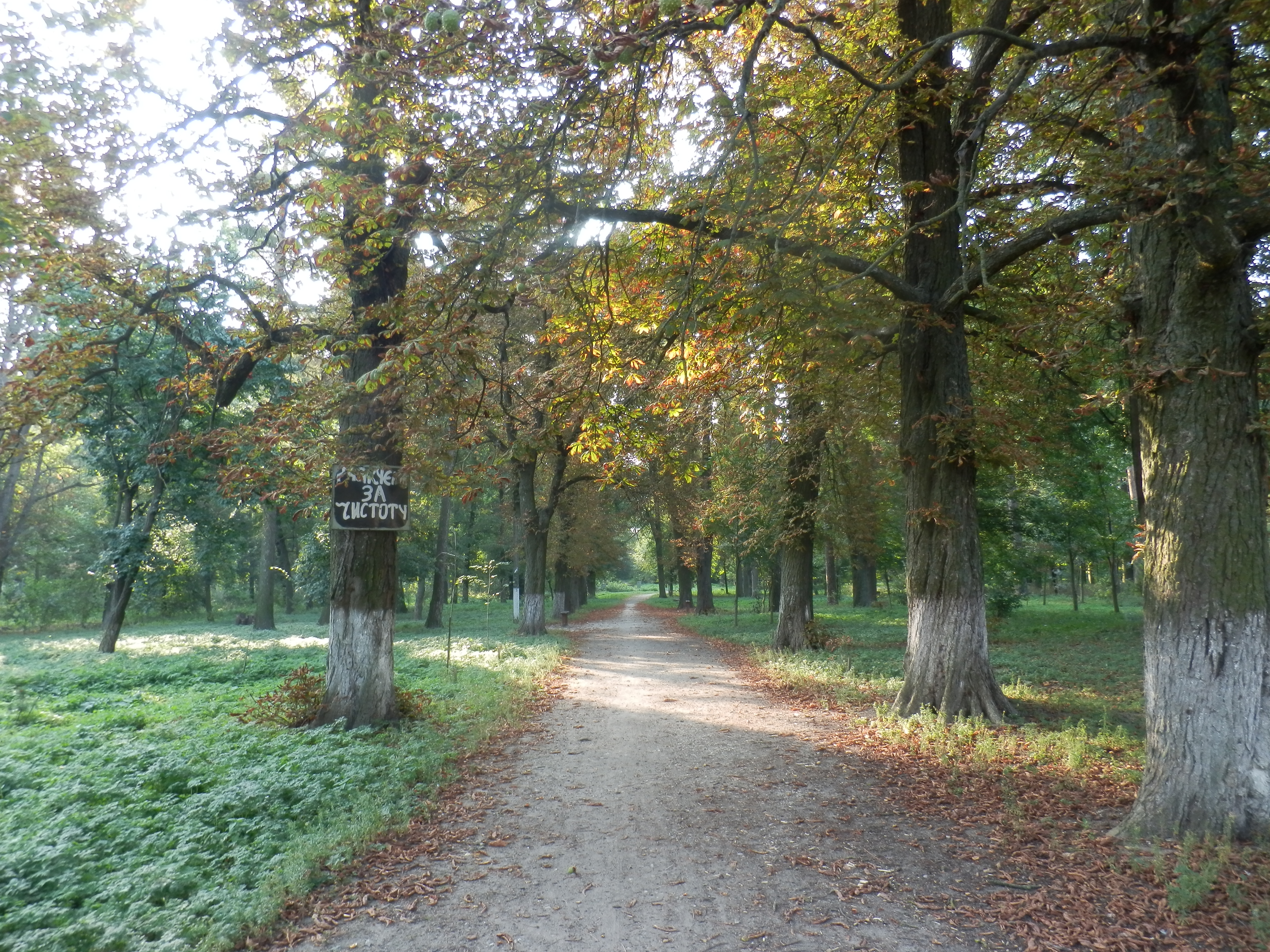
Парк садиби Катериничів

На території Бобровиці — могили (кургани) 2-1 тис. до н. е., городище ХІ — ХІІІ століть.
Серед пам'ятників, присвячених подіям німецько-радянської війни:
- братська могила радянських воїнів, полеглих під час визволення міста 1943 року;
- обеліск на пагорбі, могила Героя Радянського Союзу Олега Бичка;[30]
- пам'ятник воїнам-землякам, які загинули (600 осіб) на фронтах (1972).

## Люди
Історичні особи:
- У 1846 році до Бобровиці приїздив Тарас Шевченко.
- Бичок Олег Сергійович (1921 — 1944) — український військовик, командир партизанського спеціального загону, Герой Радянського Союзу.

Сучасники:
- Даніш Григорій Якович (народився 23 березня 1928 року в Бобровиці, батьки родом з села Червоні Партизани Носівського району). Працював викладачем кафедри внутрішніх хвороб Київського медичного інституту ім. О. Богомольця, кандидат медичних наук. Підполковник медичної служби. Поет. Учасник Великої Вітчизняної війни.[31]
- Дейнега Сергій Валентинович (1972—2014) — сержант Збройних сил України, учасник російсько-української війни.
- Катеринич Петро Петрович  — юрист, засновник Бобровицького цукровозаводу, меценат, член Товариства імені Тараса Шевченка в Петербурзі.
- Ольга Коробка (1985) — українська важкоатлетка, заслужений майстер спорту, срібна медалістка ХХІХ літніх Олімпійських ігор в Пекіні[32].
- Костенко Ігор Станіславович — український громадський діяч і військовик, учасник війни на сході України. Старший лейтенант Збройних сил України, заступник командира 25-го окремого мотопіхотного батальйону «Київська Русь».
- Луговський Володимир Іванович (1929—2005) — український кінорежисер, письменник[33].
- Руслан Марцінків — український політик. Народний депутат України, член партії Всеукраїнське об'єднання «Свобода».
- Валентин Пустовойт (1953) — український журналіст, державний службовець.
- Руденок Вікторія Михайлівна (* 1978) — українська спортсменка, яка виступала у важкій атлетиці. Багаторазова чемпіонка України, чемпіонка Європи, учасниця літніх Олімпійських ігор в Сіднеї.
- Рудько Микола Олександрович — український науковець та дипломат. Кандидат педагогічних наук. Доцент. Ґенеральний Консул України в Санкт-Петербурзі (2004—2009). Заслужений працівник освіти України
- Леонід Яковишин — Герой України, народний депутат 1 Скликання, власник і керівник ТОВ «Земля і воля», колишній директор Бобровицького радгоспу-технікуму.
- Якушко Олександр Іванович (1920—1991) — старший сержант РСЧА, учасник німецько-радянської війни, повний кавалер ордена Слави.

## Міста-побратими і міста-партнери
Саласпілс, Латвія (2023)
Івано-Франківськ, Україна (2023)

## Галерея

Будинок зв'язку
Районний будинок культури
Кінотеатр «Прогрес»
Пам'ятник на могилі Героя СРСР Бичка О.С. біля районного Будинку культури

## Виноски
1. ↑   ПАСПОРТ
БОБРОВИЦЬКОЇ МІСЬКОЇ ТЕРИТОРІАЛЬНОЇ ГРОМАДИ
2. ↑   ПАСПОРТ
БОБРОВИЦЬКОЇ МІСЬКОЇ ТЕРИТОРІАЛЬНОЇ ГРОМАДИ
3. ↑  Бобровиця | mistaUA. Архів оригіналу за 20 жовтня 2021. Процитовано 29 травня 2022.
4. ↑  ЛІТОПИС РУСЬКИЙ. Володимир Мономах. Поучення. Архів оригіналу за 26 квітня 2018. Процитовано 26 квітня 2018.
5. ↑  Реєстр Війська Запорозького 1581[недоступне посилання з червня 2019]
6. ↑  Пономарьов О. М. З найдавніших джерел // Марківці — краплина історії України. — Чернігів : Аспект-Поліграф, 2013. — С. 16-17. http://www.markivci.ho.ua/history/book-1-2.php [Архівовано 8 грудня 2015 у Wayback Machine.]
7. ↑  Архивъ Юго-Западной Россіи. Ч. VII. Т. 1. Акты о заселении Юго-Западной Россіи. — Кіевъ, 1886. — с. 303-304.
8. ↑  Архивъ Юго-Западной Россіи. Ч. VII. Т. 1. Акты о заселении Юго-Западной Россіи. — Кіевъ, 1886. — С. 374.
9. ↑  В. А. Макотинъ. Очерки соціальной исторіи Украины въ XVII—XVIII вв. Томъ I — Выпускъ I. — Прага, 1924. — с. 36. Архів оригіналу за 2 квітня 2015. Процитовано 21 березня 2015. [Архівовано 2015-04-02 у Wayback Machine.]
10. ↑  Переписні книги 1666 року / Приготував до друку і зредагував В. О. Романовський. Всеукраїнська академія наук, Археографічна Комісія. — Київ, 1933. — с. 341-344.
11. ↑  Ділова документація Гетьманщини XVIII ст.: 3бірник документів / Упорядн., авт. передм. та комент. В. Й. Горобець. К.: Наук. думка. 1993. — с. 295.
12. ↑  В. І. Новгородцов. Описи Київського намісництва 70-80 років XVIII ст. — Київ, 1989. — с. 95. http://history.org.ua/?litera&id=9000 [Архівовано 10 червня 2015 у Wayback Machine.]
13. ↑  В. І. Новгородцов. Описи Київського намісництва 70-80 років XVIII ст. — Київ, 1989. — с. 240. http://history.org.ua/?litera&id=9000 [Архівовано 10 червня 2015 у Wayback Machine.]
14. ↑  [Архівовано 4 березня 2016 у Wayback Machine.] Стаття «Історія» на сайті міськради.]
15. 1 2  Списки населённых мест Российской Империи. XLVIII. Черниговская губерния, 1866, с. 63. Архів оригіналу за 12 грудня 2021. Процитовано 21 липня 2015.
16. ↑  Черниговскія Епархіальныя извѣстія: (подшивка). — 1861. — с. 170 (№ 14, 8 октября). Архів оригіналу за 8 грудня 2015. Процитовано 5 грудня 2015.
17. ↑  Отчетъ о состояніи начальныхъ народныхъ училищъ и сельскихъ школъ, состоящихъ Черниговской губерніи въ уѣздѣ Козелецкомъ за 1866 годъ // Черниговскія Епархіальныя извѣстія. Часть оффиціальная. № 15 (1 августа 1867 г.), с. 559-562. Архів оригіналу за 1 лютого 2016. Процитовано 7 січня 2016.
18. ↑  Журналы Козелецкого уездного земского собрания. 1897 год. — C. 5. http://www.knigafund.ru/books/81183 [Архівовано 4 березня 2016 у Wayback Machine.]
19. ↑  Журналы Козелецкого уездного земского собрания. 1894 год. — C. 91-92. http://www.knigafund.ru/books/81181 [Архівовано 4 березня 2016 у Wayback Machine.]
20. ↑  Журналы Козелецкого уездного земского собрания. 1900 год. — C. 168. http://www.knigafund.ru/books/81173 [Архівовано 4 березня 2016 у Wayback Machine.]
21. ↑  Журналы Козелецкого уездного земского собрания. 1906 год. — C. 25. http://www.knigafund.ru/books/81187 [Архівовано 6 березня 2016 у Wayback Machine.]
22. ↑  Журналы Козелецкого уездного земского собрания. 1907 год. — C. 42. http://www.knigafund.ru/books/81186 [Архівовано 4 березня 2016 у Wayback Machine.]
23. ↑  Н. И. Штиф. Погромы на Украине (период Добровольческой армии). Берлин, 1922. — с. 8, 10, 16, 21, 22, 39, 94. [Архівовано 2 квітня 2015 у Wayback Machine.]
24. ↑  Список населенных мест Черниговской губернии. 1924 год / Центральное статистическое управление; Черниговское губернское статистическое бюро. — Чернигов: Гостиполитография, 1924. — c. 38-39. Архів оригіналу за 20 липня 2015. Процитовано 21 липня 2015.
25. ↑  Бобровиця. Геоінформаційна система місць «Голодомор 1932—1933 років в Україні». Український інститут національної пам'яті. Процитовано 18 червня 2020.{{cite web}}:  Обслуговування CS1: Сторінки з параметром url-status, але без параметра archive-url (посилання)
26. ↑  Населенныя мѣста Россійской Имперіи въ 500 и болѣе жителей. 1905. — C. 261.
27. ↑  Всесоюзная перепись населения 1926 года. — Том ХІІ: Украинская Социалистическая Советская Республика. Правобережный подрайон. Левобережный подрайон: народность, родной язык, возраст, грамотность / Центральное статистическое управление СССР, Отдел переписи. — М.: Издание ЦСУ Союза ССР, 1928. — с. 477. Архів оригіналу за 24 вересня 2015. Процитовано 21 липня 2015.
28. ↑  Національний склад міст України за переписом 2001 року — datatowel.in.ua
29. ↑  Рідні мови в об'єднаних територіальних громадах України — Український центр суспільних даних
30. ↑  [ukrssr.com.ua/chernig/bobrovitskiy/bobrovitsya-bobrovitskiy-2 Бобровиця, Бобровицький район // Історія міст і сіл Української РСР. Чернігівська область. — К.: Головна редакція УРЕ АН УРСР, 1972.]
31. ↑  Архівована копія (PDF). Архів оригіналу (PDF) за 4 січня 2014. Процитовано 4 січня 2014.{{cite web}}:  Обслуговування CS1: Сторінки з текстом «archived copy» як значення параметру title (посилання)
32. ↑  Важка атлетика. Коробка приносить Україні перше срібло[недоступне посилання з травня 2019]
33. ↑  Бобровиця: вивчай свій рідний край[Сайт міста Бобровиця]. www.bobrovica.org.ua. Архів оригіналу за 17 листопада 2015. Процитовано 9 листопада 2015. [Архівовано 2015-11-17 у Wayback Machine.]